# Pratt & Whitney Stadium at Rentschler Field
Le Pratt & Whitney Stadium at Rentschler Field (anciennement Rentschler Field) est un stade de football américain situé à East Hartford  dans le Connecticut.

## Événements
- Gold Cup
  - 16/07/2013 - 17 h 30 Cuba  4-0  Belize
  - 16/07/2013 - 20 h 00 États-Unis  -  Costa Rica